# Jean-François Borel
Pour les articles homonymes, voir Borel.
Jean-François Borel, né le 4 juillet 1933 à Anvers (Belgique) et mort le 2 juillet 2025 à Arlesheim, est un microbiologiste et immunologiste belge, connu pour avoir mis en évidence les propriétés immunosuppressives de la ciclosporine.

## Biographie
Jean-François Borel étudie à l'université d'Anvers. En 1964, il obtient son doctorat en génétique immunologique à l'École polytechnique fédérale de Zurich.
Dès 1970, il travaille comme chercheur dans les laboratoires de recherche du groupe pharmaceutique Sandoz Pharma (plus tard Novartis) à Bâle. En 1983, Jean-François Borel devient vice-président de la division pharmaceutique de Sandoz. Depuis 1981, il est professeur d'immunopharmacologie à l’université de Berne.

## Découverte de la ciclosporine
En 1969, Hans Peter Frey, ingénieur du laboratoire suisse Sandoz, revient de ses vacances en Norvège avec, dans ses bagages, une poignée de terre ramassée sur les hauts plateaux de l'Hardangervidda, au sud de la Norvège. C'est par hasard en 1971, dans un prélèvement de terre, que le professeur Jean-François Borel découvre qu’un champignon recueilli semble pourvu de capacités immunosuppressives.
En 1972, il participe à la découverte des effets immunosuppresseurs de la cyclosporine dans les laboratoires de Sandoz. Il s'est rendu compte que la substance ne contenait que des lymphocytes T et elle avait donc un potentiel important pour la médecine dans la transplantation d’organes. Les tests ont confirmé que cette molécule paralyse les réactions immunitaires de l'organisme sans détruire les cellules. Ce nouveau médicament a été testé en 1977 par le chirurgien britannique Roy Calne.
Hartmann Stähelin, chef du département de pharmacologie de Sandoz, a également participé à la découverte de la ciclosporine et à son développement. Plus tard, il y a eu un différend sur leurs parts respectives dans la découverte de la ciclosporine.

## Récompenses
- 1984 : Prix Cloëtta[8].
- 1985 : Prix international de médecine J. Allyn Taylor (en)[9].
- 1986 : Prix Gairdner[10].
- 1987 : Prix Paul-Ehrlich-et-Ludwig-Darmstaedter[11].
- 1991 : Jean-François Borel est docteur honoris causa de l'université de Bâle.
- 1993 : Prix de la santé Fonds InBev-Baillet Latour[12].